# Marcoat
Marcoat (fl. tercer quart del segle XII) fou un trobador occità.

## Vida
No se sap gairebé res d'aquest trobador. No es conserva cap vida ni tampoc documents d'arxiu, ja que sens dubte no era un personatge de la noblesa o rellevant socialment o econòmica. La datació de la seva activitat literària s'estableix pel fet que cita Marcabrú com a ja mort però com si la seva mort fos un esdeveniment recent.
Dejeanne el considerà d'origen gascó, com també Jeanroy. Tanmateix Dejeanne creia que no era un joglar, però Jeanroy sí que ho cregué
Se'n conserven només dos sirventesos i és el primer trobador que utilitza aquest terme per a etiquetar la seva pròpia poesia (concretament 294,1, versos 2 i 30; i 294,2, en la tornada). Els dos són sirventesos personals; burles caricaturesques de persones desconegudes per nosaltres que han estat mutilades (cal recordar que la mutilació podia ser un càstig per certes faltes com robatoris) o tenen algun defecte físic. L'ús d'un llenguatge popular i les al·lusions a fets no coneguts per nosaltres fan difícil la interpretació dels textos. D'altra banda, el mateix Marcoat diu del seu sirventés Mentre m'obri eis huisel que és faitz es de bos moz clus ("és fet de bons mots hermètics").

## Obra
- (294,1)[3] Mentre m'obri eis huisel
- (294,2) Una ren os dirai, En Serra

### Repertoris
- Alfred Pillet / Henry Carstens, Bibliographie der Troubadours von Dr. Alfred Pillet […] ergänzt, weitergeführt und herausgegeben von Dr. Henry Carstens. Halle : Niemeyer, 1933 [Marcoat és el número PC 294]